# Fußball-Oberliga Baden-Württemberg
Die Oberliga Baden-Württemberg ist eine Spielklasse der fünften Ebene im Ligasystem in Deutschland. Sie wurde mit Beginn der Saison 1978/79 als Zusammenschluss der besten Mannschaften aus den Verbänden Nordbaden, Südbaden und Württemberg gegründet. Anders als für die Oberliga Südwest, die sich ebenfalls über drei Verbände erstreckt, wurde für die Oberliga Baden-Württemberg kein Dachverband gegründet. Die Liga wird vom Württembergischen Fußballverband, vom Badischen Fußballverband und vom Südbadischen Fußballverband gemeinsam direkt verwaltet. Bis zur Einführung der 3. Liga zur Saison 2008/09 war sie die vierthöchste Spielklasse.

## Modus
Die Oberliga Baden-Württemberg umfasst in der Regel 18 Vereine. Mit der Einführung der drittklassigen Regionalliga zur Saison 1994/95 stieg der Meister der Oberliga direkt in die Regionalliga Süd auf. Zuvor nahm der Oberligameister an der Aufstiegsrunde zur 2. Bundesliga teil. Seit der Einführung der 3. Liga im Jahr 2008 ist die Oberliga Baden-Württemberg nur noch fünftklassig, und seit 2012 steigt der Meister in die Regionalliga Südwest auf. Seit der Saison 2013/14 hat der Vizemeister der Oberliga Baden-Württemberg die Chance, durch Aufstiegsspiele gegen die Vizemeister der Oberliga Rheinland-Pfalz/Saar und der Hessenliga ebenfalls aufzusteigen.
Die drei Letztplatzierten steigen in die Verbandsliga Baden, Verbandsliga Südbaden oder Verbandsliga Württemberg ab. Für jeden Absteiger aus der Regionalliga in die Oberliga Baden-Württemberg steigt ein weiterer Oberligist in die Verbandsligen ab, wobei auch bei drei oder vier Regionalligaabsteigern nicht mehr als fünf Vereine aus der Oberliga absteigen. In diesem Fall würde die Oberliga ein Jahr lang mit 19 beziehungsweise 20 Vereinen spielen.
Die Meister der Verbandsligen Baden, Südbaden und Württemberg steigen direkt in die Oberliga Baden-Württemberg auf. Die beiden Tabellenzweiten der beiden badischen Verbandsligen spielen in zwei Aufstiegsspielen gegeneinander, der Sieger dieser Spiele spielt dann gegen den Tabellenzweiten aus der Verbandsliga Württemberg in einem Hin- und Rückspiel den vierten Aufsteiger aus. Die Aufstiegsregelung in der Oberliga Baden-Württemberg ist unabhängig von möglichen Absteigern aus der Regionalliga, so dass immer vier Vereine aus den Verbandsligen aufsteigen.
Infolge der COVID-19-Pandemie wurde für den baden-württembergischen Amateurfußball entschieden, die Saison 2019/20 abzubrechen und zwar Aufsteiger, nicht aber Absteiger festzulegen. In der Folge wurde die Saison 2020/21 ausnahmsweise mit 21 Teilnehmern begonnen. Nach einem mit den Pandemieregeln begründeten Unterbruch im Oktober 2020 wurde die Saison am 29. April 2021 endgültig abgebrochen und sportlich annulliert. Somit wären für die Saison 2021/22 alle Teilnehmer der Vorsaison erneut startberechtigt gewesen. Dennoch startete die Saison mit nur noch 20 Teilnehmern, weil der SV Sandhausen zum Ende der Saison 2020/21 die II. Mannschaft vom Spielbetrieb abgemeldet hat.

## Geschichte

### Vorgeschichte
Die Oberliga Baden-Württemberg wurde 1978 gegründet. Zuvor gab es die vier Amateurligen Nordwürttemberg, Schwarzwald-Bodensee, Südbaden und Nordbaden, welche den Unterbau der 2. Bundesliga Süd bildeten. Jedoch hatte sich herausgestellt, dass das Leistungsgefälle zur zweithöchsten Spielklasse zu groß war, zumal die vier Amateurligen nur einen Aufsteiger stellen durften und die beiden ersten Aufsteiger in die zweite Bundesliga, SSV Reutlingen und BSV 07 Schwenningen nach nur einem Jahr wieder abstiegen. Die Amateurligen wurden im Zuge der Einführung der neuen Spielklasse in „Verbandsligen“ umbenannt.
Für die neu gegründete Oberliga qualifizierten sich die jeweils fünf bestplatzierten Mannschaften aus den vier baden-württembergischen Amateurligen.
Die 20 Gründungsmitglieder der Oberliga Baden-Württemberg waren schließlich:
- aus der Amateurliga Nordwürttemberg: SSV Ulm 1846, 1. Göppinger SV, SpVgg 07 Ludwigsburg, 1. FC Eislingen, Heidenheimer SB
- aus der Amateurliga Schwarzwald-Bodensee: SSV Reutlingen, FV Biberach, FC Tailfingen, FV Ravensburg, VfB Friedrichshafen
- aus der Amateurliga Nordbaden: FV 09 Weinheim, SV Sandhausen, 1. FC Pforzheim, VfR Mannheim, SV Neckargerach
- aus der Amateurliga Südbaden: FC Rastatt 04, FC 08 Villingen, SV Kuppenheim, DJK Konstanz, Offenburger FV

### Die ersten Jahre
Die erste Oberligaspielzeit wurde im August 1978 angepfiffen. In der ersten Saison spielten 20 Mannschaften um den direkten Aufstieg in die 2. Bundesliga Süd. Am Ende gewann der SSV Ulm 1846 mit vier Punkten Vorsprung vor dem 1. Göppinger SV die erste Oberliga-Meisterschaft. Um die Liga auf die vorgesehene Zahl von 18 zu reduzieren, mussten nach dem ersten Jahr gleich sechs Vereine absteigen. Der Zuschauerzuspruch in der Premierensaison lag über den Erwartungen. Mehr als 1500 Besucher kamen durchschnittlich zu jedem Oberligaspiel in die Stadien, eine Zahl die bis heute nicht wieder erreicht wurde.
In der Folgesaison gewannen die Amateure des VfB Stuttgart als Neuling auf Anhieb den Titel. Da die Stuttgarter Reserve jedoch aufgrund der bereits in der Bundesliga spielenden Profimannschaft nicht in die 2. Bundesliga aufsteigen durfte, ging das Aufstiegsrecht auf den Vizemeister VfB Eppingen über. Dem ebenfalls als Aufsteiger in die Saison gestartete VfB Eppingen gelang damit der direkte Durchmarsch aus der Verbandsliga in die 2. Bundesliga. Die VfB Stuttgart Amateure nahmen im Gegenzug anstatt der Mannschaft Eppingens an der deutschen Amateurmeisterschaft teil und wurden durch ein 2:1 im Endspiel gegen den FC Augsburg zum zweiten Mal nach 1963 deutscher Amateurmeister.
Durch die Einführung der eingleisigen 2. Bundesliga gab es in der Saison 1980/81 keinen Zweitligaaufsteiger. Meister SV Sandhausen hatte somit keine Möglichkeit, sich für die 2. Bundesliga zu qualifizieren. In der Folgezeit wurden die beiden für den Süden vorgesehenen Aufstiegsplätze in einer Aufstiegsrunde mit den Meistern der Oberliga Bayern, Hessen und Südwest ermittelt.
Die Oberligasaison 1988/89 war eine der spannendsten der Geschichte. Am Ende der Saison befanden sich der SSV Reutlingen und der 1. FC Pforzheim mit jeweils 50:18 Punkten und einer Tordifferenz von +41 an der Spitze der Tabelle, sodass der Meister aufgrund der damaligen Spielordnung durch ein Entscheidungsspiel bestimmt wurde. Dieses gewann der SSV Reutlingen, der bereits das Hin- und Rückspiel während der regulären Saison für sich entschied, vor 13.000 Zuschauern im Heilbronner Frankenstadion mit 3:1.
In der Folgesaison belegten erneut zwei punktgleiche Mannschaften die ersten beiden Plätze, diesmal hatte jedoch der Meister Karlsruher SC Amateure, in dessen Reihen die späteren Nationalspieler Oliver Kahn und Mehmet Scholl standen, eine um drei Tore bessere Tordifferenz als der Zweitplatzierte SSV Reutlingen. Da die KSC-Amateure nicht aufsteigen durften, nahm der SSV Reutlingen erneut an den Aufstiegsspielen zur 2. Bundesliga teil, konnte sich jedoch abermals nicht durchsetzen.

### Die Oberliga als Regionalliga-Unterbau
1993 beschloss der DFB zur Saison 1994/95 die Wiedereinführung der Regionalligen, angelegt als dritthöchste Spielklasse zwischen 2. Bundesliga und den Oberligen. Für die Qualifikation zur neugegründeten Liga wurde im Süden eine Dreijahres-Multiplikationswertung zugrunde gelegt, bei der die Saison 1991/92 einfach, die Serie 1992/93 doppelt und die Spielrunde 1993/94 dreifach zählte; die so ermittelten besten sechs Mannschaften zogen in die Regionalliga ein. Da die Stuttgarter Kickers am Ende der Saison 1993/94 aus der 2. Bundesliga abstiegen, konnten mit dem Meister SSV Ulm 1846, dem SSV Reutlingen, dem VfR Mannheim, der TSF Ditzingen und der SpVgg 07 Ludwigsburg schließlich nur noch fünf weitere Oberligamannschaften an der ersten Regionalligasaison teilnehmen.
Die Einführung der neuen 3. Liga sowie einer weiteren Regionalligastaffel ab der Saison 2008/09 hatte zur Folge, dass es aus der Oberliga Baden-Württemberg nach der Saison 2007/08 einen vermehrten Aufstieg (SC Freiburg II, SSV Ulm 1846, SV Waldhof Mannheim und 1. FC Heidenheim) in die Regionalliga Süd gab. Zudem erfolgte ein verminderter Abstieg aus der Ober- in die Verbandsliga (TSV Schwieberdingen und SV Linx). Um in der Fußball-Oberliga auch 2008/09 mit 18 Vereinen spielen zu können, sind aus den drei darunter liegenden Verbandsligen Baden, Südbaden und Württemberg insgesamt sechs Teams aufgestiegen. Dies sind zum einen direkt die Meister der Verbandsligen Baden (ASV Durlach) und Südbaden (Offenburger FV), sowie die Erst- und Zweitplatzierten der Verbandsliga Württemberg (TSG Balingen und SpVgg Au/Iller). Die beiden restlichen Aufstiegsplätze spielten die Vizemeister aus Südbaden (Kehler FV) und Baden (Amicitia Viernheim) sowie der Rangdritte von Württemberg (FV Illertissen) aus. Alle drei Teams erzielten in einer einfachen Runde, wo jeder Verein ein Heim- und ein Auswärtsspiel spielte, auf drei Punkte. Die bessere Tordifferenz bescherte Illertissen (5:4 Tore) und Kehler FV (5:5) den Aufstieg, während Amicitia Viernheim (3:4) scheiterte.
Zur Saison 2017/18 wurde erstmals ein eigenes Logo für die Oberliga Baden-Württemberg eingeführt, um einen einheitlichen Auftritt für die von den drei Landesverbänden ausgetragene Spielklasse herzustellen. Das Logo soll mit seiner Form auf einen Meister-Wimpel verweisen, wobei der seitlich überlappende Kreis einen Ball darstellen soll.

## Vereine
Seit Gründung der Oberliga Baden-Württemberg im Jahr 1978 bis 2025 spielten bislang insgesamt 107 Vereine in der höchsten baden-württembergischen Spielklasse. Mit Türkspor Neckarsulm und  dem Türkischen SV Singen steigen die Vereine 108 und 109 zur Saison 2025/26 in die Oberliga Baden-Württemberg auf. Der Verein mit der längsten Ligazugehörigkeit ist der SSV Reutlingen, welcher der Oberliga 31 Spielzeiten angehörte. Es folgen der SV Sandhausen mit 28 und der VfR Mannheim mit 27 Oberligaspielzeiten.
Neben den langjährigen Oberligamitgliedern prägten die Liga vor allem bekannte Traditionsmannschaften wie die ehemaligen Bundesligisten SV Waldhof Mannheim und SSV Ulm 1846 und die früheren deutschen Meister Freiburger FC und VfR Mannheim. Hinzu kommen auch Vereine aus kleineren Ortschaften, wie die Sportfreunde Dorfmerkingen aus dem bislang kleinsten Oberligadorf, sowie die Amateurmannschaften verschiedener Profiklubs.
Mit zwei Klubs aus dem bayerischen Illertissen (SpVgg Au, FV Illertissen) sowie dem hessischen Klub Amicitia Viernheim spielten auch drei Vereine in dieser Oberliga, die nicht aus Baden-Württemberg, sondern aus direkt angrenzenden Städten stammen.
Vereine der Spielzeit 2025/26:
- 1. Göppinger SV
- FC 08 Villingen
- VfR Mannheim
- VfR Aalen
- 1. CfR Pforzheim
- SV Oberachern
- FC Nöttingen
- TSG Backnang 1919
- SSV Reutlingen 05
- TSV Essingen
- FSV Hollenbach
- 1. FC Normannia Gmünd
- FSV 08 Bietigheim-Bissingen
- FV Ravensburg
- Karlsruher SC II
- FC Denzlingen
- Türkspor Neckarsulm
- Türkischer SV Singen

## Die Meister und Aufsteiger der Oberliga Baden-Württemberg
Die meisten Meisterschaften der Oberliga Baden-Württemberg errang der SSV Ulm 1846 mit acht Titeln, gefolgt vom SV Sandhausen mit sechs Titeln. Trotz der sechs Meisterschaften stieg der SV Sandhausen jedoch nur zweimal in die Regionalliga Süd auf. 1985 und 1987 scheiterten die Nordbadener in den Aufstiegsspielen zur 2. Bundesliga an Vertretern aus Hessen und Bayern, und 1981 wurde wegen der Gründung der eingleisigen Zweiten Bundesliga ebenso wenig eine Aufstiegsrunde ausgetragen, wie im Jahr 2000 als die zweigleisige Regionalliga eingeführt wurde.
Anderen Mannschaften wie dem VfB Eppingen in der Saison 1979/80 und der TSG 1899 Hoffenheim 2000/01 gelang hingegen der direkte Durchmarsch. Der VfB Eppingen stieg 1980 dabei als Tabellenzweiter direkt in die 2. Bundesliga Süd auf, weil der damalige Meister VfB Stuttgart Amateure nicht aufstiegsberechtigt war. Für Eppingen war die Freude über den Aufstieg jedoch nur von kurzer Dauer. Nach dem direkten Abstieg aus der Zweiten Liga folgte in der Saison 1981/82 wieder ein Oberligadurchmarsch, allerdings in die entgegengesetzte Richtung. Ebenfalls als Tabellenzweiter stieg 1998 auch der SC Pfullendorf in die Regionalliga auf. In der damals ausgetragenen Aufstiegsrunde setzte man sich gegen den SV Bernbach sowie die SG Quelle Fürth, die Zweitplatzierten der Oberliga Hessen sowie Bayern durch.
Den Aufstieg in die 2. Bundesliga über die Aufstiegsrunde schaffte neben dem VfB Eppingen nur noch der achtfache Meister SSV Ulm 1846 in den Jahren 1979, 1983 und 1986. Erst nach Einführung der Regionalliga stieg im Jahr 2000 der SSV Reutlingen in die Zweite Liga auf, und später 2012 gelang es dem SV Sandhausen sowie dem VfR Aalen, in die 2. Bundesliga vorzustoßen. Zwei Jahre später folgte der 1. FC Heidenheim.
Die nachfolgende Rangliste führt die Meister der Fußball-Oberliga Baden-Württemberg seit der Saison 1978/79 anhand der Anzahl der Meistertitel:
| Platz | Verein                    | Meistertitel | Jahre                                          |
| ----- | ------------------------- | ------------ | ---------------------------------------------- |
| 1.    | SSV Ulm 1846              | 8            | 1979, 1982, 1983, 1986, 1993, 1994, 2012, 2016 |
| 2.    | SV Sandhausen             | 6            | 1981, 1985, 1987, 1995, 2000, 2007             |
| 3.    | VfB Stuttgart Amateure/II | 4            | 1980, 1998, 2003, 2020                         |
| 4.    | SSV Reutlingen            | 3            | 1989, 1992, 2006                               |
| 4.    | Karlsruher SC Amateure    | 3            | 1990, 1996, 2005                               |
| 6.    | SC Freiburg II            | 2            | 2008, 2017                                     |
| 6.    | SG Sonnenhof Großaspach   | 2            | 2009, 2025                                     |
| 8.    | Freiburger FC             | 1            | 1984                                           |
| 8.    | FV 09 Weinheim            | 1            | 1988                                           |
| 8.    | 1. FC Pforzheim           | 1            | 1991                                           |
| 8.    | VfL Kirchheim/Teck        | 1            | 1997                                           |
| 8.    | VfR Aalen                 | 1            | 1999                                           |
| 8.    | TSG 1899 Hoffenheim       | 1            | 2001                                           |
| 8.    | SC Pfullendorf            | 1            | 2002                                           |
| 8.    | FC Nöttingen              | 1            | 2004                                           |
| 8.    | TSG 1899 Hoffenheim II    | 1            | 2010                                           |
| 8.    | SV Waldhof Mannheim       | 1            | 2011                                           |
| 8.    | SpVgg Neckarelz           | 1            | 2013                                           |
| 8.    | FC-Astoria Walldorf       | 1            | 2014                                           |
| 8.    | SV Spielberg              | 1            | 2015                                           |
| 8.    | TSG Balingen              | 1            | 2018                                           |
| 8.    | Bahlinger SC              | 1            | 2019                                           |
| 8.    | SGV Freiberg              | 1            | 2022                                           |
| 8.    | Stuttgarter Kickers       | 1            | 2023                                           |
| 8.    | FC 08 Villingen           | 1            | 2024                                           |

## Umfeld der Oberliga

### Stadien (Saison 2025/26)

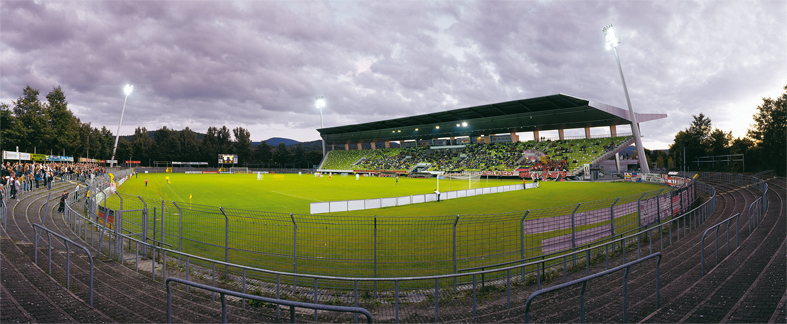
Innenraum des Reutlinger Stadions an der Kreuzeiche

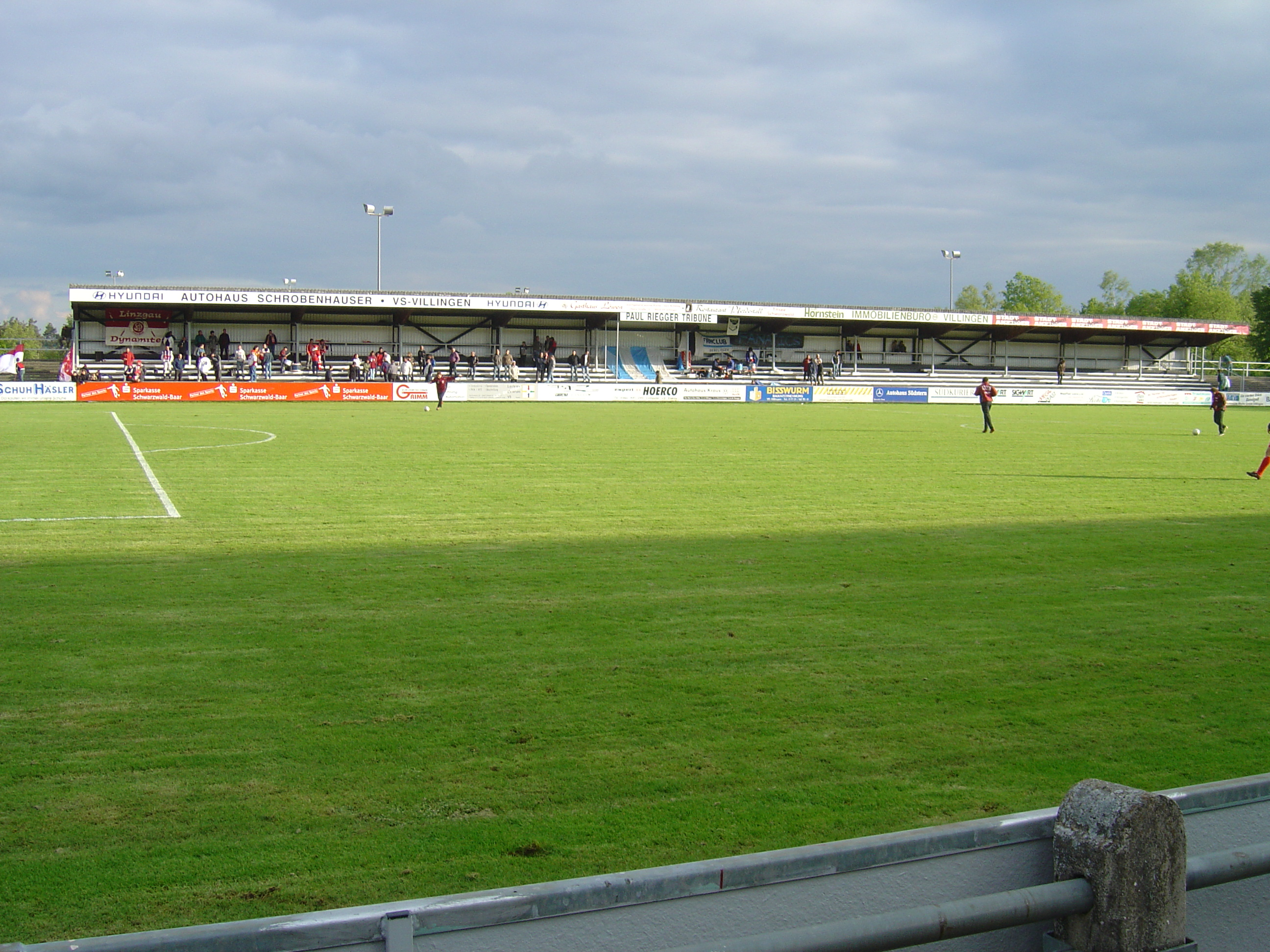
Paul-Rieger-Tribüne in Villingen

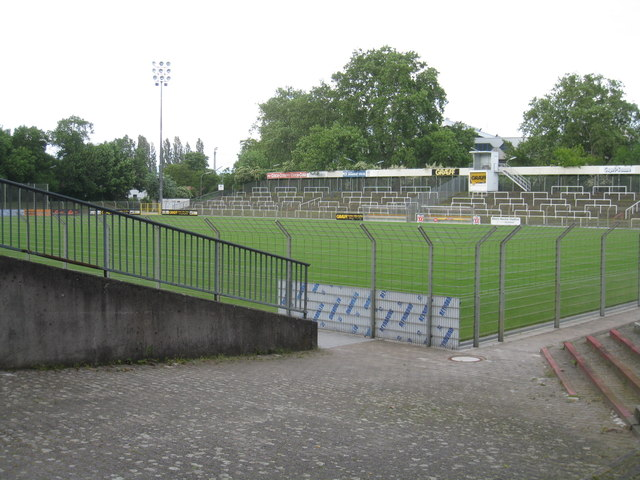
Rhein-Neckar-Stadion in Mannheim

| Name                       | Stadt                | Verein                      | Kapazität |
| -------------------------- | -------------------- | --------------------------- | --------- |
| Stadion an der Kreuzeiche  | Reutlingen           | SSV Reutlingen 05           | 15.228    |
| Centus Arena               | Aalen                | VfR Aalen                   | 14.500    |
| Rhein-Neckar-Stadion       | Mannheim             | VfR Mannheim                | 08.000    |
| MS-Technologie-Arena       | Villingen            | FC 08 Villingen             | 08.000    |
| Cteam arena                | Ravensburg           | FV Ravensburg               | 07.000    |
| Sportzentrum Pichterich    | Neckarsulm           | Türkspor Neckarsulm         | 06.000    |
| WWG Sportpark              | Schwäbisch Gmünd     | 1. FC Normannia Gmünd       | 06.000    |
| Etzwiesenstadion           | Backnang             | TSG Backnang 1919           | 05.000    |
| Stadion Hohenstaufenstraße | Göppingen            | 1. Göppinger SV             | 04.500    |
| Stadion im Brötzinger Tal  | Pforzheim            | 1. CfR Pforzheim            | 04.500    |
| Einbollenstadion           | Denzlingen           | FC Denzlingen               | 04.000    |
| Schönbrunnenstadion        | Essingen             | TSV Essingen                | 04.000    |
| Kleiner Arena              | Remchingen-Nöttingen | FC Nöttingen                | 03.800    |
| Sportgelände am Bruchwald  | Bietigheim-Bissingen | FSV 08 Bietigheim-Bissingen | 03.000    |
| Rasenplatz Süd Singen      | Singen               | Türkischer SV Singen        | 02.500    |
| Jako-Arena                 | Mulfingen-Hollenbach | FSV Hollenbach              | 01.500    |
| Badenia-Stadion            | Karlsruhe            | Karlsruher SC II            | 01.500    |
| Waldsportplatz             | Achern-Oberachern    | SV Oberachern               | 01.500    |

### Zuschauer und Fans
In der Saison 2006/07 besuchten die 306 Oberligapartien insgesamt rund 250.000 Zuschauer, was einem Schnitt von mehr als 800 Besuchern pro Spiel entspricht. Die Zuschauertabelle wurde vom SSV Ulm 1846 und dem SV Waldhof Mannheim angeführt, die mit einem Schnitt von 2582 beziehungsweise 2198 die meisten Besucher begrüßten.
Den neuen Zuschauerrekord für die Oberliga stellte am letzten Spieltag der Saison 2010/11 der SV Waldhof Mannheim auf: 18.313 Zuschauer verfolgten im Carl-Benz-Stadion den 6:0-Sieg gegen den FV Illertissen mit anschließender Aufstiegsfeier.

### Berichterstattung
Die meisten regionalen und überregionalen Zeitungen des Landes berichten regelmäßig umfassend zu Hintergründen und Spielen der Oberliga Baden-Württemberg. Darüber hinaus gibt es im Regionalteil des zweimal wöchentlich erscheinenden kicker eine mehrseitige Rubrik zur Oberliga Baden-Württemberg. Seit einigen Jahren existieren zudem mehrere Online-Angebote wie irsport.de oder Doppelpass-Online, bei denen teilweise auch per Webradio berichtet wird.
Die Übertragungsrechte für Fernsehen und Hörfunk wurden vom DFB in einem Rechtepaket, das unter anderem die Spiele der Nationalmannschaft, den DFB-Pokal sowie die Regional- und Oberligen umfasst, bis zum Jahr 2009 an ARD und ZDF vergeben. Aus den hieraus erzielten Einnahmen erhielt jeder Oberligist rund 30.000 Euro, die ab der Saison 2008/09 nach der Einführung der neuen 3. Liga wegfielen. Obwohl die öffentlich-rechtlichen Rundfunkanstalten die Rechte besaßen, gab es seit Einführung der Regionalliga 1994 keine Fernsehübertragungen der baden-württembergischen Oberliga mehr. Zuvor war in den dritten Fernsehprogrammen des Süddeutschen Rundfunks und des Südwestfunks sowie im Hörfunk berichtet worden. Zur Saison 2009/10 wurde ein neues Online-Angebot eingeführt. Zu allen Spielen gibt es im Internet abrufbare Videos mit den Spielhöhepunkten.

## Rekorde
Den höchsten Sieg der Oberligageschichte erzielte der SSV Ulm 1846 am 13. August 2005 beim 13:0-Heimerfolg über den SGV Freiberg. Acht weitere Spiele der Oberliga Baden-Württemberg endeten ebenfalls mit einem zweistelligen Ergebnis. Hierbei traf es die DJK Konstanz in der Saison 1980/81 ganze dreimal, als man beim VfR Heilbronn mit 1:13, daheim gegen den SV Sandhausen mit 2:13 und bei der SpVgg 07 Ludwigsburg mit 0:10 verlor.
- Die meisten Oberliga-Spielzeiten:

SSV Reutlingen (31)
SV Sandhausen (28)
VfR Mannheim (27)
- Die meisten Oberliga-Meisterschaften:

SSV Ulm 1846 (8)
SV Sandhausen (6)
VfB Stuttgart Amateure/II (4)
SSV Reutlingen, Karlsruher SC Amateure (jeweils 3)
- Die höchsten Siege:

2005/06 SSV Ulm 1846 – SGV Freiberg 13:0
1980/81 VfR Heilbronn – DJK Konstanz 13:1
1980/81 DJK Konstanz – SV Sandhausen 2:13
2011/12 Bahlinger SC – FV Illertissen 11:0
2014/15 SV Spielberg – SV Kickers Pforzheim 11:0
- Die meisten Punkte in einer Spielzeit:

Zweipunkteregel: 53:19 – SSV Ulm 1846 in der Saison 1982/83
Dreipunkteregel: 95 – SG Sonnenhof Großaspach in der Saison 2024/25
- Die wenigsten Punkte in einer Spielzeit:

Zweipunkteregel: 9:59 – DJK Konstanz in der Saison 1980/81
Dreipunkteregel: 8 – SpVgg Neckarelz in der Saison 2016/17
- Der treffsicherste Angriff:

116 Tore in 38 Spielen – SGV Freiberg in der Saison 2021/22
109 Tore in 34 Spielen – SG Sonnenhof Großaspach in der Saison 2024/25
- Der schlechteste Angriff:

20 Tore in 34 Spielen – SV Bonlanden in der Saison 2006/07
- Die sicherste Abwehr:

16 Gegentore in 34 Spielen – SSV Reutlingen in der Saison 2005/06
- Die schlechteste Abwehr:

147 Gegentore in 34 Spielen – DJK Konstanz in der Saison 1980/81
- Zuschauerrekord (einzelnes Spiel):

18.313 Zuschauer – SV Waldhof Mannheim 07 – FV Illertissen (6:0) in der Saison 2010/11
- Zuschauerrekord (Ligaschnitt in einer Saison):

3897 – SV Waldhof Mannheim in der Saison 2010/11
- Zuschauer-Minusrekord (Ligaschnitt in einer Saison, ohne Beschränkungen der Pandemie):

ca. 450 in der Saison 2001/02